# 酒井啓輔 (バレーボール)
酒井 啓輔（さかい けいすけ、1996年8月25日 - ）は、日本の男子バレーボール選手である。

## 来歴
静岡県磐田市出身。いとこの影響で小学生の頃からバレーボールを始める。
浜松商業高等学校を経て筑波大学に進学。2015年、U23日本代表に選出され、第1回アジアU-23選手権に出場。2017年には、ユニバーシアード競技大会に日本代表として出場した。
2018年、V.LEAGUE DIVISION1(V1)に所属する東レアローズの内定選手となった。内定選手として試合にも出場した。2019年、大学卒業後に入団。

## 球歴
- ユニバーシアード日本代表
  - ユニバーシアード競技大会 - 2017年
- U23日本代表
  - アジアU-23選手権 - 2015年

## 所属チーム
- 浜松商業高等学校（2012-2015年）
- 筑波大学 （2015-2019年）
- 東レアローズ静岡（2019年-）